# Трой Ейв
Трой Ейв (справжнє ім'я: Роланд Коллінз) — американський репер з Краун-Гайтс, району Брукліна, Нью-Йорк. Його сценічне ім'я походить від Трой-Авеню, вулиці біля будинку його дитинства.
У листопаді 2013 видали перший студійний альбом New York City: The Album. Платівка посіла 47-му сходинку чарту Top R&B/Hip-Hop Albums. У 2014 виконавець став частиною «2014 Freshmen Class» за версією журналу XXL.

## Дискографія

### Студійні альбоми
| Назва                    | Деталі альбому                                                                        | Найвищі чартові позиції | Найвищі чартові позиції | Найвищі чартові позиції |
| Назва                    | Деталі альбому                                                                        | США                     | US R&B                  | US Rap                  |
| ------------------------ | ------------------------------------------------------------------------------------- | ----------------------- | ----------------------- | ----------------------- |
| New York City: The Album | - Випущений: 4 листопада 2013 - Лейбл: BSB Records - Формат: CD, цифрове завантаження | —                       | 47                      | —                       |
| Major Without a Deal     | - Випущений: 5 червня 2015 - Лейбл: BSB Records - Формат: CD, цифрове завантаження    | 109                     | 14                      | 13                      |

### Мікстейпи
| Назва                                             | Деталі альбому                                                                     |
| ------------------------------------------------- | ---------------------------------------------------------------------------------- |
| I'm in Traffick                                   | - Випущений: 17 серпня 2009 - Лейбл: BSB Records - Формат: Цифрове завантаження    |
| Bricks in My Backpack                             | - Випущений: 27 вересня 2010 - Лейбл: BSB Records - Формат: Цифрове завантаження   |
| Bricks in My Backpack 2: Powder to the People     | - Випущений: 30 серпня 2011 - Лейбл: BSB Records - Формат: Цифрове завантаження    |
| Bricks in My Backpack 3: The Harry Powder Trilogy | - Випущений: 12 червня 2012 - Лейбл: BSB Records - Формат: Цифрове завантаження    |
| White Christmas                                   | - Випущений: 25 грудня 2012 - Лейбл: BSB Records - Формат: Цифрове завантаження    |
| BSB Vol. 1                                        | - Випущений: 4 березня 2013 - Лейбл: BSB Records - Формат: Цифрове завантаження    |
| BSB Vol. 2                                        | - Випущений: 15 травня 2013 - Лейбл: BSB Records - Формат: Цифрове завантаження    |
| BSB Vol. 3                                        | - Випущений: 4 липня 2013 - Лейбл: BSB Records - Формат: Цифрове завантаження      |
| White Christmas 2                                 | - Випущений: 24 грудня 2013 - Лейбл: BSB Records - Формат: Цифрове завантаження    |
| BSB Vol. 4                                        | - Випущений: 7 травня 2014 - Лейбл: BSB Records - Формат: Цифрове завантаження, CD |
| BSB Vol. 5                                        | - Випущений: 18 серпня 2014 - Лейбл: BSB Records - Формат: Цифрове завантаження    |
| BSB Vol. 5: The Extras                            | - Випущений: 18 серпня 2014 - Лейбл: BSB Records - Формат: Цифрове завантаження    |
| Major Without a Deal: Reloaded                    | - Випущений: 6 жовтня 2015 - Лейбл: BSB Records - Формат: Цифрове завантаження     |
| White Christmas 3                                 | - Випущений: 18 грудня 2015 - Лейбл: BSB Records - Формат: Цифрове завантаження    |

### Сингли
| Назва                                                                  | Рік  | Найвищі чартові позиції | Найвищі чартові позиції | Найвищі чартові позиції | Альбом                   |
| Назва                                                                  | Рік  | США                     | US R&B                  | US Rap                  | Альбом                   |
| ---------------------------------------------------------------------- | ---- | ----------------------- | ----------------------- | ----------------------- | ------------------------ |
| «Hot Out»                                                              | 2013 | —                       | —                       | —                       | New York City: The Album |
| «New York City» (з участю Raekwon, N.O.R.E. та Prodigy)                | 2013 | —                       | —                       | —                       | New York City: The Album |
| «Your Style»                                                           | 2014 | —                       | —                       | —                       | BSB Vol. 4               |
| «All About the Money» (з участю Young Lito та Manolo Rose)             | 2014 | —                       | —                       | —                       | Major Without a Deal     |
| «Doo Doo»                                                              | 2015 | —                       | —                       | —                       | Major Without a Deal     |
| «Bang Bang» (з участю 50 Cent)                                         | 2015 | —                       | —                       | —                       | Major Without a Deal     |
| «—» означає, що запис не потрапив до чарту чи не був виданий у країні. |      |                         |                         |                         |                          |

Промо-сингли
| Назва                                                    | Рік  | Альбом     |
| -------------------------------------------------------- | ---- | ---------- |
| «Your Style (Remix)» (з участю Puff Daddy, T.I. та Ma$e) | 2014 | BSB Vol. 5 |

### Гостьові появи
- 2012: «Only Life I Know» (Fabolous з участю Troy Ave)
- 2014: «Self Made» (Uncle Murda й GMG з уч. Troy Ave)
- 2014: «What They Want» (Uncle Murda й GMG з уч. Raekwon, Maino, Tank, Jerry Wonda та Troy Ave)
- 2015: «Cash Out» (DJ E-Feezy з уч. Troy Ave, Lil Ro Ro, Young Lito та Avon)
- 2015: «Go Get It» (DJ Holiday з уч. Young Dolph та Troy Ave)
- 2015: «Mobbin'» (Papoose з уч. Troy Ave)
- 2015: «Shining All My Life» (Young Lito з уч. Troy Ave)
- 2015: «Straight Outta Brooklyn» (DJ Kay Slay з уч. Fame, Maino, Papoose, Troy Ave, Uncle Murda, Moe Chipps та Lucky Don)